# Mikey Whipwreck
Pour les articles homonymes, voir John Watson et Watson.
John Watson (né le 4 juin 1973) à Long Island, New York, plus connu sous le nom de Mikey Whipwreck, est un catcheur à la retraite qui a travaillé à la Extreme Championship Wrestling. Il entraîne des catcheurs à la New York Wrestling Connection. Durant sa carrière de catch, il est devenu World Heavyweight Champion après avoir remporté le titre ECW World Heavyweight Championship.

## Carrière

### Extreme Championship Wrestling (1993–1998)
Whipwreck est entraîné en 1993 par Sonny Blaze et après son entraînement, Whipwreck rejoint la Extreme Championship Wrestling. Paul Heyman impressionné par les manœuvres aériennes de Whipwreck, décide de le mettre en avant. Le 15 mai 1994, Whipwreck bat Pitbull #1 pour le  titre ECW World Television Championship, son premier titre à la ECW. Il perd le titre le 13 août face à Jason Knight.
Le 27 aout 1994, après que Terry Funk ne puisse pas participer au tag team match avec Cactus Jack face au The Public Enemy (Johnny Grunge et Rocco Rock). Whipwreck remplace Funk, ils remportent le titre World Tag Team Championship.
Le 25 octobre 1995, Whipwreck remporte une grande victoire face à The Sandman dans un ladder match pour le World Heavyweight Championship. Après avoir remporté le titre, Whipwreck devient le plus jeune  ECW World Heavyweight Champion de l'histoire. Durant son règne, Whipwreck bat le futur  WWF Champion et Hall of Famer « The Extreme Superstar » Stone Cold Steve Austin avec un sunset flip. Le 9 décembre 1995, Whipwreck perd son titre face à Sandman dans un three way dance incluant Austin.
Le 29 décembre 1995 à Rego Park, New York à Holiday Hell, Whipwreck bat 2 Cold Scorpio dans un singles match dans la visé des titres World Television et World Tag Team. Après le match, Cactus Jack déclare être le partenaire de Whipwreck et remportent une seconde fois le World Tag Team Champions. Le 5 janvier 1996 Scorpio récupère son titre World Television et deux mois après, Whipwreck et Jack perdent face aux The Eliminators (Perry Saturn et John Kronus). Après, Cactus Jack se retourne contre Whipwreck, le blamant d'avoir perdu le match.

### World Championship Wrestling (1999)
Mikey Whipwreck est l'un des catcheurs ECW à avoir rejoint la World Championship Wrestling en 1998. Il fait ses débuts à la WCW à Uncensored, lançant un challenge à Billy Kidman pour le Cruiserweight Championship. Après plusieurs mois à la WCW, Whipwreck est déçu d'être dans la cruiserweight division ou catche contre d'autres catcheurs ECW.

### Retour à la ECW (1999–2001)
Avec The Sandman, Whipwreck retourne à la ECW en 1999.  Whipwreck change son gimmick en pyromane. Whipwreck remporte son troisième titre  World Tag Team Championship avec Yoshihiro Tajiri, et forme The Unholy Alliance. Il catche pour remporter le titre ECW World Heavyweight Championship. Lui et Tajiri perdent le titre face à The Full Blooded Italians (Little Guido et Tony Mamaluke).

### Semi–retraite
Whipwreck annonce son arrêt en mai 2002 s'il n'est pas pris par la World Wrestling Federation.
Le 21 février 2008, sa dernière apparition à la New England Wrestling, Whipwreck fait équipe avec The Blue Meanie pour attaquer les NECW Tag Team Championship de la New England Championship Wrestling à Genesis 8 event en Quincy, Massachusetts, mais après des problèmes de voitures, Whipwreck n'est pas présent à l'évènement.

## Palmarès et accomplissements
- Border City Wrestling
  - BCW Can-Am Heavyweight Championship (1 fois)
- European Wrestling Association
  - EWA European Junior Heavyweight Championship (1 fois)
- Eastern Championship Wrestling / Extreme Championship Wrestling
  - ECW World Heavyweight Championship (1 fois)
  - ECW World Tag Team Championship (3 fois) avec Cactus Jack (2) et Yoshihiro Tajiri (1)
  - ECW World Television Championship (2 fois)
  - 3ème ECW Triple Crown Champion
- Impact Championship Wrestling
  - ICW Heavyweight Championship (1 fois)
- Maryland Championship Wrestling
  - MCW Cruiserweight Championship (1 fois)
- New York Wrestling Connection
  - NYWC Heavyweight Championship (2 fois)
  - NYWC Tag Team Championship (1 fois)
- Power Slam
  - PS 50 : 1995/24, 1996/30.
- Pro Wrestling Illustrated
  - Classé 361e des 500 meilleurs catcheurs en 2008
- USA Pro Wrestling
  - USA Pro Tag Team Championship (1 fois) avec Wayne
- Wrestling Observer Newsletter awards
  - Rookie of the Year (1994)
- Xtreme Wrestling Coalition
  - XWC Heavyweight Championship (1 fois)